# Бристольська затока
Бристольська затока — затока Атлантичного океану, що глибоко врізується в сушу в західній частині Англії. Глибина до 50 м. У Бристольську затоку впадає річка Северн. Головні порти: Ньюпорт, Кардіфф.

## Межі
Міжнародна гідрографічна організація так визначає межі Бристольської затоки::
- лінія що з'єднує мису Хартленд (51°01′ пн. ш. 4°32′ зх. д. / 51.017° пн. ш. 4.533° зх. д.) з мисом Сент-Гован (51°36′ пн. ш. 4°55′ зх. д. / 51.600° пн. ш. 4.917° зх. д.)